# Jerzy Mielewski
Jerzy Mielewski (ur. 27 października 1980) – polski dziennikarz sportowy, komentator sportowy Polsatu, Polsatu Sport. 
W 2007 roku poślubił swoją narzeczoną Patrycję, która miała wtedy 18 lat. Para ma dwóch synów: Maksymiliana i Aleksandra.
Znany prezenter swego czasu miał spory problem z łysieniem. Wówczas udał się do jednej z tureckich klinik, tam postanowił zrelacjonować zabieg transplantacji włosów w znanym programie telewizyjnym „Galileo”. Specjalistom z kliniki udało się pomyślnie przeprowadzić zabieg.

## Życiorys
Jest synem Jerzego Mielewskiego, byłego sędziego piłkarskiego oraz byłego prezesa Huraganu Wołomin. Sam, będąc w czwartej klasie szkoły podstawowej, zaczął trenować siatkówkę, a w czasach licealnych grał w klubie MDK Warszawa.
Studiował zarządzanie i obrót nieruchomościami.
Od 2002 pracuje w redakcji sportowej Polsatu. Jest współautorem i prowadzącym programu o siatkówce Punkt, Set, Mecz oraz programu dotyczącego mistrzostw świata w siatkówce Polska 2014. Komentuje głównie mecze siatkówki w Polsacie Sport i Polsacie Sport Extra, prowadzi także serwisy sportowe.
W 2017 prowadził naukowe talent-show w telewizji Polsat The Brain. Genialny umysł, a obecnie jest jednym z prowadzących program Ninja Warrior Polska.
W 2019, 2020 i 2021 otrzymał Telekamerę w kategorii – osobowość sport, a w 2022 Złotą Telekamerę.
Podczas Gali Polskiej Ligi Siatkówki 2025 został wybrany Dziennikarzem sezonu 2024/2025 PlusLigi.